# Willem van Kooten
Willem Jan (Willem) van Kooten (Hilversum, 7 januari 1941 – Faro, 3 januari 2025) was een Nederlandse diskjockey en zakenman. Van Kooten werkte als diskjockey onder het pseudoniem Joost den Draaijer.

## Biografie

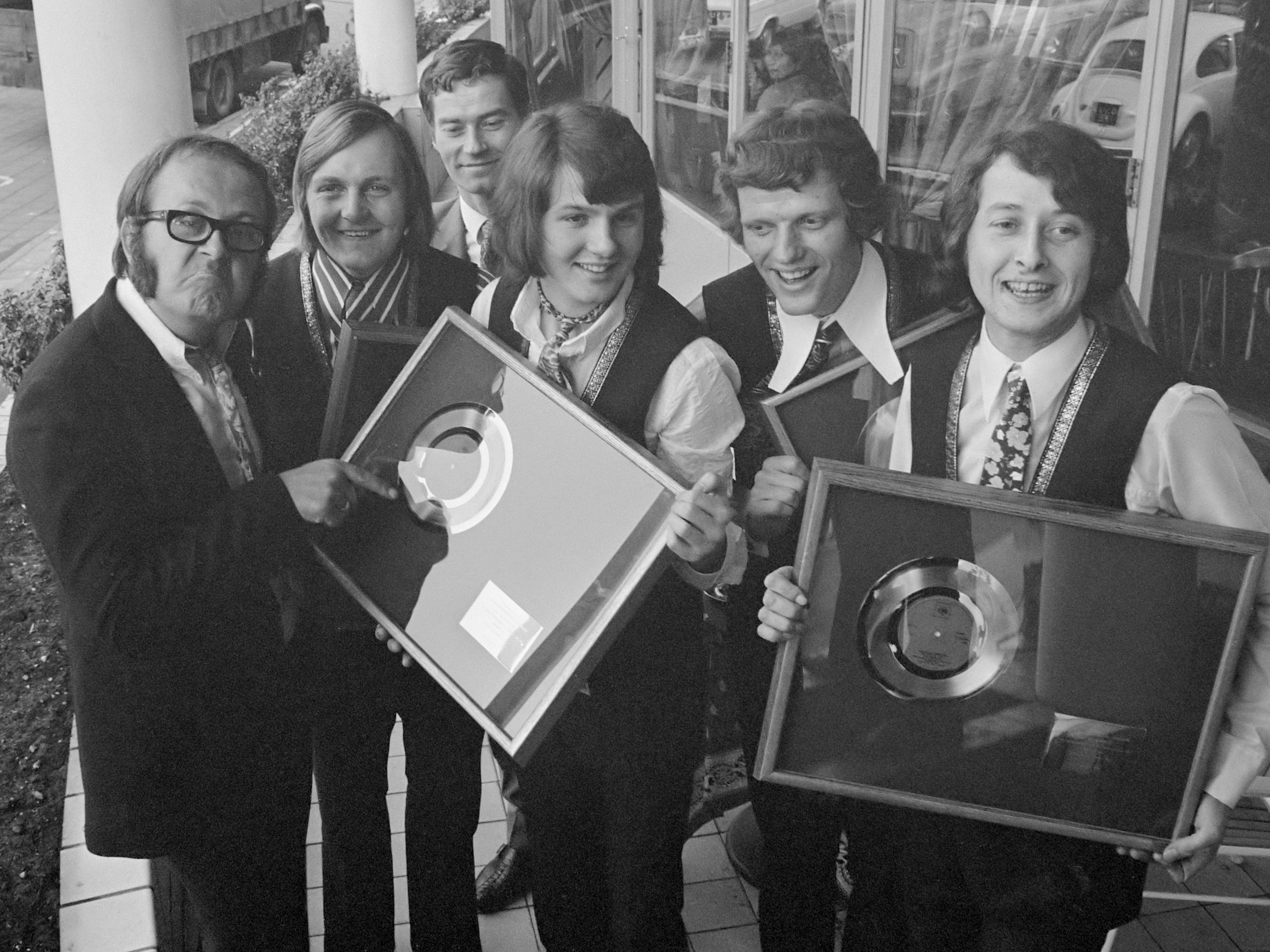
Van Kooten met een gouden plaat voor The Shuffles in 1970

Van Kooten begon zijn carrière als diskjockey. Later werd hij programmaleider bij de voormalige zeezender Radio Veronica. Als student Neerlandistiek wist hij zich hier via een vakantiebaantje binnen te werken. Al snel maakte hij naam als Joost den Draaijer door zijn vlotte, studentikoze spreekstijl vol woordspelingen, in een periode waarin Nederlandse radiopresentatoren nog een afgemeten omroepersstem met weinig stemexpressie hadden. In de tijd waarin hij voor de zeezender werkte, zag hij in de Verenigde Staten hoe daar commerciële radio gemaakt werd. Ideeën over hitlijsten en tipparades nam hij over, en op 2 januari 1965 werd de Veronica Top 40 geboren. Ook andere hitlijsten zijn door hem geïnstigeerd, namelijk de Hitwezen Top 50 in 1964, de Hilversum 3 Top 30 in 1969 en de Radio Noordzee Top 50 in 1971.
Van Kooten had een eigen platenlabel, een productiemaatschappij en een muziekuitgeverij, alle onder de naam Red Bullet. In deze hoedanigheid was hij van 1965 tot 1988 de belangrijkste investeerder in Golden Earring. Hun platen werden door bemiddeling van Van Kooten bij diverse platenmaatschappijen uitgebracht en – uiteindelijk bij tanend succes – op zijn eigen label. Als wisselwerking leverde dit de Earring in de jaren zestig gratis extra publiciteit op, want Van Kooten draaide bij Veronica de platen van de Haagse rockband. Die singles waren tegelijk ook zijn producten waaraan hij geld verdiende.
Als programmaleider bij Veronica en Radio Noordzee introduceerde Van Kooten vele vernieuwende ideeën, zoals de horizontale programmering in programmablokken van twee uur:
- dagelijks dezelfde diskjockey op hetzelfde uur;
- de terugkerende muziekprogramma's met eenzelfde aard muziek eveneens op hetzelfde uur van de dag.

Joost den Draaijer vertrok eind 1968 bij Radio Veronica vanwege een zakelijk en artistiek verschil van mening, dat mede te maken had met zijn zakelijke belangen. Dat jaar presenteerde hij het AVRO tv-programma Moef Ga Ga. Bij de VPRO kreeg hij gedaan dat hij in de lente van 1969 een pilot van de Hilversum 3 Top 30 mocht presenteren "om Hilversum wakker te maken voor de wereld om hen heen"; het signaal werd opgepikt want de lijst bleef. Hij werkte in 1971 tegelijk bij de NOS op Hilversum 3 en bij Radio Noordzee, alwaar hij platen van zijn nieuwe label Pink Elephant promootte. Tot april 1971 presenteerde hij op deze zenders twee concurrerende hitparades. Hij moest kiezen voor Radio Noordzee en daar presenteerde hij tot in het voorjaar van 1972.

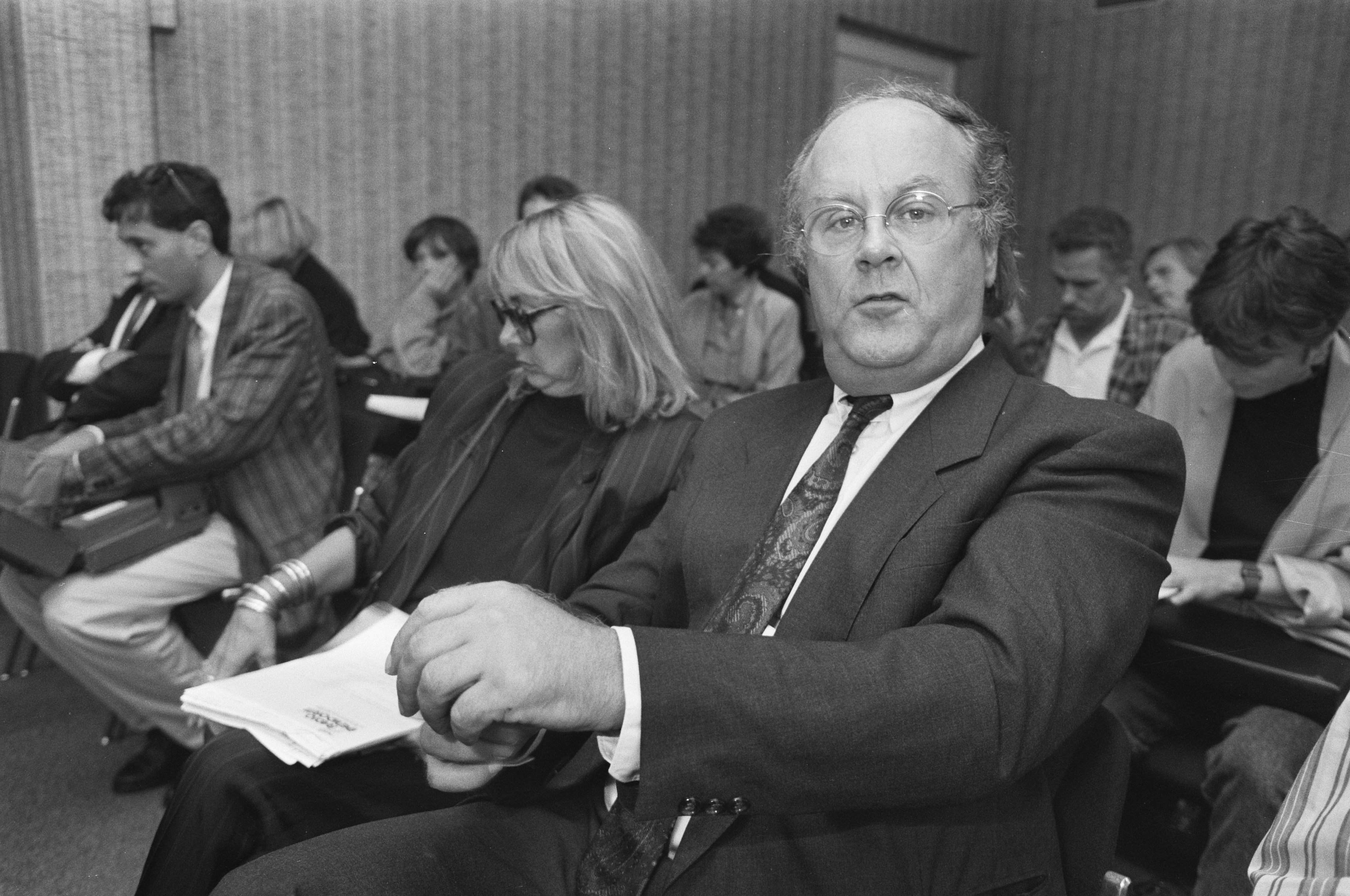
Van Kooten in de rechtszaal (1989)

In oktober 1972 maakte hij opnieuw zijn opwachting bij de NOS op Hilversum 3, om elke dag een programma tussen 18 en 19 uur te presenteren. Dit programma was het eerste horizontaal geprogrammeerde programma op de publieke radio. Omdat de uitzendingen vanaf dan ook na 18.00 uur doorgingen en de andere omroepen geen belangstelling hadden voor dit uur ging dit naar de NOS. In oktober 1973 kreeg het de naam Joost mag niet eten (een knipoog naar zijn eerder bij Radio Veronica gemaakte programma Joost mag het weten). Dit programma kwam in eerste instantie elke dag, maar vanaf september 1974 niet langer op zondag. In december 1975 kreeg het programma de naam NOS Maal en werd afwisselend met Frits Spits  of invaller Felix Meurders gepresenteerd. Op 29 mei 1978 werd het programma, na een conflict met de NOS over belangenverstrengeling, door Frits Spits overgenomen en veranderde de naam in De Avondspits. Ter ere van zijn afscheid verscheen de single Joost mag het weten van het Nederlands Artiestenkoor dat de top 20 van de Nederlandse hitlijsten haalde. Het programma keerde met Den Draaijer eind december 1975 echter terug bij de AVRO op maandag van 12:00 tot 14:00 tot september 1978.
Hij stond aan de wieg van de single Stars on 45, die de eerste plaats van de Hitparade in de Verenigde Staten bereikte. Hij had een plaat gehoord waarop een klein fragment van Venus van Shocking Blue was opgenomen, waarvoor hij geen toestemming had gegeven. Hij vroeg Jaap Eggermont een legale versie te maken van deze medley. Producer Jaap Eggermont maakte de plaat met zangers van bands waarmee hij al jaren werkte. In het nummer werden delen van Beatles-liedjes, een fragment van Venus en een deel van de hit Sugar, Sugar van The Archies opgenomen. De titelsong schreef Jaap samen met Martin Duiser.
Vanaf 18 mei 1985 was Van Kooten als Joost den Draaijer enige tijd als deejay te beluisteren via de zeezender Radio Monique.
In de jaren tachtig en negentig legde Van Kooten zich steeds meer toe op de handel in onroerend goed, waaronder huizen en golfbanen. Met name in Portugal was hij actief. Als zakenman vergaarde Van Kooten een fortuin dat door zakenblad Quote op 200 miljoen euro wordt geschat. Hij trad verder op als geldschieter voor het softwarehuis Paralax van Samuel Meyering. Hij stelde ook beginkapitaal ter beschikking voor Leefbaar Nederland (onder beding dat Pim Fortuyn lijsttrekker werd) en Leefbaar Hilversum, voor welke laatste partij hij zich ook als verkiesbaar beschikbaar stelde, maar de kieslijst niet haalde. De laatste jaren was Van Kooten onder meer grootaandeelhouder van Arrow Classic Rock, Arrow Jazz FM en het bronwaterbedrijf Anl'eau van WMD Drinkwater te Anloo.
In 2006 werd hij benoemd tot Officier in de Orde van Oranje-Nassau. Op 17 december 2018 kreeg Van Kooten van zijn kleinzoon in het televisieprogramma Tijd voor Max bij Omroep Max de Marconi Oeuvre Award.
Van Kooten overleed op 3 januari 2025, op 83-jarige leeftijd.

## Trivia
- Den Draaijer maakte samen met Peter Koelewijn en Polydor-baas Freddy Haayen onder de naam De Praatpalen de hitsingle Ome Sjakie (Het Hele Zakie Loopt In Z'n Nakie). Collega-Veronica-dj Jan van Veen vond de tekst schunnig en draaide de plaat niet, daarin gesteund door de directie. Daarop vertrok Den Draaijer bij Veronica. In de lente van 1969 volgde van De Praatpalen nog "Maar dan kom ikke". In het voorjaar van 1970 nam hij met hen onder de naam "The Freddies" het nummer "Comedy is over now" op, dat één week op 40 in de Veronica Top 40 mocht staan.
- Op 25 december 1970 was hij een van de presentatoren van het Top 100-jaaroverzicht van de Hilversum 3 Top 30. Eind december 1974 en 1975 presenteerde hij samen met Tineke de Nooij op Hilversum 3 het jaaroverzicht van de Nationale Hitparade en in 1976 en 1977 presenteerde hij de jaarlijst samen met Felix Meurders. In 1974/1975 verzorgde hij de presentatie van de Nationale Tip 30, die direct na de Nationale Hitparade op Hilversum 3 werd uitgezonden.
- In 2007 werd Van Kooten genomineerd voor een straatnaam in Hilversum. De Hilversumse politicus en oud-programmamaker Jan Nagel stelde voor drie straten in en rond het Media Park te vernoemen naar Joost den Draaijer, Mies Bouwman en Willem Duys. Het voorstel werd positief ontvangen door het gemeentebestuur. Passend bij zijn alias kreeg hij de straatnaam Joost den Draaijerrotonde naar zich genoemd.
- Joost den Draaijer is de bedenker van de term Palingsound voor een stroming in de Nederlandse popmuziek van Volendamse artiesten.
- De herkenningsmelodie van zijn programma Joost mag het weten was Asia Minor, een bewerking van het openingsthema van het pianoconcert in a mineur op. 16 van Edvard Grieg, gespeeld door Kokomo.[6]
- Hij stond ook bekend om zijn verhaspeling van artiestennamen. Zo sprak hij over Goudewijn de Broot, Bob van Dylan en Frans Zappa.

- International Standard Name Identifier: 0000 0003 9027 6707
- Library of Congress Control Number: n2019053735
- MusicBrainz: 974369c7-cf8d-45c4-8a20-c3c223e89cbd
- Nederlandse Thesaurus van Auteursnamen: 156613352
- Virtual International Authority File: 283825342